# فرده هنسن
فرده هنسن (دانمارکی: Frede Hansen; ۵ آوریل ۱۸۹۷ – ۳۱ ژوئیهٔ ۱۹۷۹) ژیمناست هنری اهل دانمارک بود.